# Toys in the Attic
Toys in the Attic — третий студийный альбом американской рок-группы Aerosmith, вышедший 8 апреля 1975 года на лейбле Columbia Records.

## Об альбоме
Диск оказался прорывом для группы, и в настоящий момент признан рок-классикой. Его название имеет схожее значение с фразой «bats in the belfry» («не все дома») — оно также использовалось в качестве названия в концертном выступлении 1959 года Лиллиан Хелльман, а 1963 году вышел фильм Toys in the Attic режиссёра Джорджа Роя Хилла, в котором снимались Дин Мартин, Джеральдин Пейдж и Уэнди Хиллер.
В 2003 году альбом занял 229-е место в списке «500 величайших альбомов всех времён» по версии журнала Rolling Stone.

## Список композиций
| №  | Название              | Автор(ы)                 | Длительность |
| -- | --------------------- | ------------------------ | ------------ |
| 1. | «Toys in the Attic»   | Джо Перри, Стивен Тайлер | 3:05         |
| 2. | «Uncle Salty»         | Том Гамильтон, Тайлер    | 4:10         |
| 3. | «Adam’s Apple»        | Тайлер                   | 4:34         |
| 4. | «Walk This Way»       | Перри, Тайлер            | 3:40         |
| 5. | «Big Ten Inch Record» | Фред Вейсмантел          | 2:16         |

| №  | Название            | Автор(ы)               | Длительность |
| -- | ------------------- | ---------------------- | ------------ |
| 1. | «Sweet Emotion»     | Гамильтон, Тайлер      | 4:34         |
| 2. | «No More No More»   | Перри, Тайлер          | 4:35         |
| 3. | «Round and Round»   | Тайлер, Брэд Уитфорд   | 5:03         |
| 4. | «You See Me Crying» | Даррен Соломон, Тайлер | 5:12         |

## В записи участвовали
Aerosmith
- Стивен Тайлер — лидер-вокал, губная гармоника, перкуссия, клавишные музыкальные инструменты.
- Джо Перри — акустическая гитара, гитара, ритм-гитара, слайд-гитара, перкуссия, вокал.
- Брэд Уитфорд — гитара, ритм-гитара
- Том Гамильтон — бас-гитара, ритм-гитара в треке № 2
- Джоуи Крамер — ударные, перкуссия, вокал

приглашённые музыканты
- Скотт Кашни — фортепиано на «Big Ten Inch Record» и «No More No More»
- Джей Мессина — бас-маримба на «Sweet Emotion»
- Майк Майньери[англ.] — дирижёр оркестра на «You See Me Crying»

| производство - Джек Дуглас — продюсер - Джей Мессина — инженер - Род О’Брайен, Корки Стасяк, Дэвид Тёнер — помощники инженера - Даг Сакс — мастеринг - Боб Белотт — фотосъёмка - Pacific Eye & Ear — дизайн альбома - Ингрид Хенке — иллюстрация | - Джимми Леннер младший — фотосъёмка натюрморта - Лесли Ламберт — дизайн натюрморта - Дэвид Кребс, Стив Лебер — менеджмент - Лиза Спарагано — дизайн буклета на переиздании 1993 года - Кен Фредетт — дизайн буклета на переиздании 1993 года - Вик Анесини — инженер ремастеринга |

## Кавер-версии
- Группа R.E.M. записала кавер-версию песни «Toys in the Attic» для альбома Dead Letter Office (1986).
- Песня «Sweet Emotion» была перепета группой The Answer (альбом Rise, 2007).
- В 2001 году американская рок-группа Warrant издала альбом Under the Influence, в который, среди прочих кавер-версий песен различных исполнителей, вошла и «Toys in the Attic» с одноимённого диска Aerosmith.

## Позиции в хит-парадах
Альбом
| Название хит-парада            | Наивысшая позиция | Пребывание в чарте | Источник(и)          |
| ------------------------------ | ----------------- | ------------------ | -------------------- |
| Австралия (Kent Music Report)  | 79                | нет данных         | [ 21 ]               |
| Канада (RPM 100 Albums)        | 7                 | 31 неделя          | [ 22 ] [ 23 ] [ 24 ] |
| США (Billboard Top LPs & Tape) | 11                | 128 недель         | [ 25 ]               |

| Год  | Хит-парад                          | Позиция |
| ---- | ---------------------------------- | ------- |
| 1975 | Канада (RPM Year-End)              | 51      |
| 1975 | США (Billboard Top Popular Albums) | 31      |
|      |                                    |         |
| 1976 | США (Billboard Top Popular Albums) | 15      |

Синглы
| Год появления сингла в чарте | Название хит-парада               | Наивысшая позиция | Пребывание в чарте | Источник(и)          |
| «Sweet Emotion»              | «Sweet Emotion»                   | «Sweet Emotion»   | «Sweet Emotion»    | «Sweet Emotion»      |
| ---------------------------- | --------------------------------- | ----------------- | ------------------ | -------------------- |
| 1989                         | Великобритания (UK Singles Chart) | 74                | 2 недели           | [ 29 ]               |
| 1975                         | Канада (RPM 100 Singles)          | 56                | 7 недель           | [ 30 ] [ 31 ]        |
| 1975                         | США (Billboard Hot 100)           | 36                | 8 недель           | [ 32 ]               |
| 1991                         | США (Hot Mainstream Rock Tracks)  | 36                | 17 недель          | [ 33 ]               |
| «Walk This Way»              |                                   |                   |                    |                      |
| 1976—1977                    | Канада (RPM 100 Singles)          | 7                 | 20 недель          | [ 34 ] [ 35 ] [ 36 ] |
| 1977                         | США (Billboard Hot 100)           | 10                | 17 недель          | [ 37 ]               |

## Сертификации
| Регион | Сертификация  | Продажи   |
| --- | ------------- | --------- |
| Австралия (ARIA) | Золотой       | 35 000^   |
| Канада (Music Canada) | Платиновый    | 100 000^  |
| США (RIAA) | 9× Платиновый | 9 000 000 |
| ^ Данные о тиражах приведены только на основе сертификации. · Данные о продажах + прослушиваниях приведены только на основе сертификации. |               |           |

## Комментарии
1. ↑  Данные только по первому периоду пребывания. Диск неоднократно возвращался в хит-парад в течение нескольких следующих лет.